# 肯尼迪家族

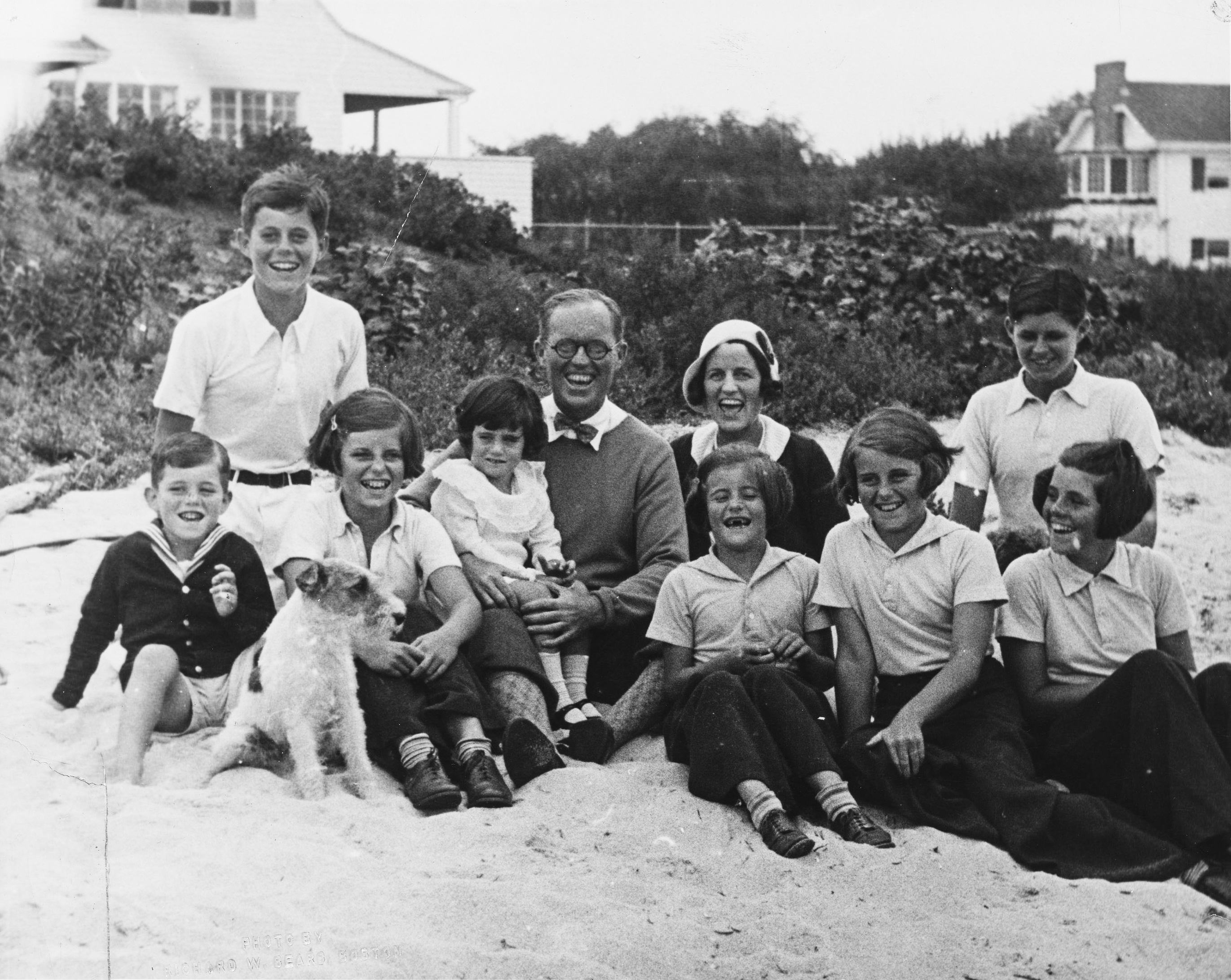
肯尼迪家族于1931年在肯尼迪大院的合影，从左至右依次为：罗伯特、约翰、尤妮斯、珍妮、老约瑟夫、罗絲（后）、帕特里夏·肯尼迪·劳福德、凯瑟琳、小约瑟夫（后）、罗斯玛丽。当时爱德华尚未出生。

约翰、罗伯特与爱德华于1960年7月的合影

肯尼迪家族（英語：Kennedy family）是一个对美国政治有重要影响的爱尔兰裔美国人家族，老约瑟夫·P·肯尼迪与罗丝·菲茨傑拉德·肯尼迪的后代。肯尼迪家族主要参与美国民主党的政治活动。他们很多都拥有哈佛大学的学历，并经常捐助哈佛大学约翰·F·肯尼迪政府学院。家族成员的财富、魅力以及对公共事务的持续参与，使肯尼迪家族成为了美国过去半个多世纪里的文化符号。
1960年美国总统选举后，总统约翰·肯尼迪以及他的两位弟弟罗伯特·肯尼迪与爱德华·肯尼迪都在联邦政府中担任要职，且因他们的年轻魅力和教育背景而获得了公众的广泛关注。从1947年约翰·肯尼迪进入国会，到2011年帕特里克·肯尼迪离开国会，肯尼迪家族在长达64年的时间里一直都担任联邦公职。
肯尼迪家族曾遭遇了许多悲剧事件，被称为“肯尼迪诅咒”。其中包括罗斯玛丽·肯尼迪因為前腦葉白質切除手術失敗以致智力降至嬰兒水準、约翰·肯尼迪与罗伯特·肯尼迪的刺杀事件、备受争议的查帕奎迪克岛事件（Chappaquiddick incident）以及四次飞机失事（小约瑟夫·P·肯尼迪、凱瑟琳·卡文迪什、爱德华·肯尼迪、小约翰·肯尼迪，除爱德华外都因空难而丧生）。

## 成员
- 老约瑟夫·帕特里克·肯尼迪（Joseph P. Kennedy, Sr.，1888年－1969年），美國駐圣詹姆斯王室大使（即美國駐英國大使），与罗丝·菲茨傑拉德·肯尼迪（Rose Fitzgerald Kennedy，1890年－1995年）结婚
  - 小约瑟夫·帕特里克·肯尼迪（Joseph Patrick Kennedy, Jr.，1915年－1944年）
  - 约翰·菲茨杰拉德·肯尼迪（John Fitzgerald Kennedy，1917年－1963年）与杰奎琳·李·布维尔（Jacqueline Lee Bouvier，1929年－1994年）1953年至1963年结婚，后杰奎琳与亚里士多德·奥纳西斯（Aristotle Onassis，1906年－1975年）1968年至1975年结婚
    - 肯尼迪的女儿，计划取名为阿拉贝拉·肯尼迪（Arabella Kennedy，1956年，死婴）
    - 卡罗琳·布维尔·肯尼迪（Caroline Bouvier Kennedy，1957年－）与埃德温·亚瑟·施罗斯伯格（英语：Edwin Schlossberg）（Edwin Arthur Schlossberg，1945年－）结婚
      - 罗斯·肯尼迪·施罗斯伯格（Rose Kennedy Schlossberg，1988年－）
      - 塔特纳·塞西莉·肯尼迪·施罗斯伯格（Tatiana Celia Kennedy Schlossberg，1990年－）
      - 约翰·布维尔·肯尼迪·施罗斯伯格（John Bouvier Kennedy Schlossberg，1993年－）

    - 小约翰·菲茨杰拉德·肯尼迪（John Fitzgerald Kennedy, Jr.，1960年－1999年）与卡羅琳·貝塞特（Carolyn Bessette，1966年－1999年）结婚
    - 帕特里克·布维尔·肯尼迪（Patrick Bouvier Kennedy，1963年，夭折）

  - 罗斯玛丽·肯尼迪（Rosemary Kennedy，1918年－2005年）
  - 凯瑟琳·阿格尼丝·肯尼迪（Kathleen Agnes Kennedy，1920年－1948年）与哈廷顿侯爵威廉·约翰·罗伯特·卡文迪许（William Cavendish, Marquess of Hartington，1917年－1944年）结婚
  - 尤妮斯·玛丽·肯尼迪（Eunice Mary Kennedy，1921年－2009年）与小罗伯特·萨金特·施赖弗（Robert Sargent Shriver, Jr.，1915年－2011年）结婚
    - 罗伯特·萨金特·施赖弗三世（英语：Bobby Shriver）（Robert Sargent Shriver III，1954年－）與馬麗莎·費魯齊（Malissa Feruzzi）结婚
    - 玛丽亚·奥因斯·施赖弗（Maria Owings Shriver，1955年－）与阿诺德·阿洛伊斯·施瓦辛格（Arnold Alois Schwarzenegger，1947年－）1986年至2021年结婚
      - 凯瑟琳·尤妮斯·施瓦辛格（Katherine Eunice Schwarzenegger，1988年－）与克里斯多福·麥可·普瑞特（Christopher Michael Pratt，1979年－）结婚
      - 克里斯蒂娜·奥莱利亚·施瓦辛格（Christina Aurelia Schwarzenegger，1991年－）
      - 帕特里克·阿诺德·施瓦辛格（Patrick Arnold Schwarzenegger，1993年－）
      - 克里斯托弗·萨尔格特·施瓦辛格（Christopher Sargant Schwarzenegger，1997年－）

    - 蒂莫西·佩里·施赖弗（Timothy Perry Shriver，1959年－）与琳达·索菲亚·波特（Linda Sophia Potter，1956年－）结婚
      - 索菲亚·罗斯·施赖弗（Sophia Rose Shriver，1987年－）
      - 蒂莫西·波特·施赖弗（Timothy Potter Shriver，1988年－）
      - 萨缪尔·肯尼迪·波特·施赖弗（Samuel Kennedy Potter Shriver，1992年－）
      - 凯瑟琳·波特·施赖弗（Kathleen Potter Shriver，1994年－）
      - 卡罗琳·波特·施赖弗（Caroline Potter Shriver，1998年－）

    - 马克·肯尼迪·施赖弗（Mark Kennedy Shriver，1964年－）与詹妮尔·里普（Jeannie Ripp，1965年－）结婚
      - 玛丽·伊丽莎白·施赖弗（Mary Elizabeth Shriver，1998年－）
      - 托马斯·肯尼迪·施赖弗（Thomas Kennedy Shriver，1999年－）
      - 埃玛·施赖弗（Emma Shriver，2005年－）

    - 安东尼·保罗·肯尼迪·施赖弗（Anthony Paul Kennedy Shriver，1965年－）与艾莉娜·莫伊查（Alina Mojica，1965年－）1993年至2018年结婚
      - 尤妮斯·朱利亚·施赖弗（Eunice Julia Shriver，1994年－）
      - 弗朗西斯卡·玛丽·施赖弗（Francesca Maria Shriver，1994年－）
      - 卡罗利纳·菲茨杰拉德·施赖弗（Carolina Fitzgerald Shriver，2001年－）

  - 帕特·肯尼迪（Patricia Kennedy，1924年－2006年）与彼得·勞福德（Peter Lawford，1923年－1984年）1954年至1966年结婚
    - 克里斯托弗·肯尼迪·劳福德（英语：Christopher Lawford）（Christopher Kennedy Lawford，1955年－）与简·埃德斯·奥尔松（Jean Edith Olsson，1955年－）结婚
      - 大卫·克里斯托弗·肯尼迪·劳福德（David Christopher Kennedy Lawford，1987年－）
      - 萨凡纳·罗斯·劳福德（Savannah Rose Lawford，1990年－）
      - 马修·瓦伦丁·劳福德（Matthew Valentine Lawford，1995年－）

    - 悉尼·马雷阿·肯尼迪·劳福德（Sydney Maleia Kennedy Lawford，1956年－）与詹姆士·皮特·麦凯尔维（James Peter McKelvey，1955年－）结婚
      - 小詹姆士·皮特·麦凯尔维（James Peter McKelvy, Jr.，1985年－）
      - 克里斯托福·肯尼迪·麦凯尔维（Christopher Kennedy McKelvy，1987年－）
      - 帕特里克·瑞恩·麦凯尔维（Patrick Ryon McKelvy，1989年－）
      - 安东尼奥·罗福特·麦凯尔维（Anthony Lawford McKelvy，1992年－）

    - 维多利亚·弗朗西斯·劳福德（Victoria Francis Lawford，1958年－）与小罗伯特·比伯·潘德（Robert Beebe Pender Jr.，1953年－）结婚
      - 亚历山大·罗福特·潘德（Alexandra Lawford Pender，1988年－）
      - 卡罗琳·帕特丽夏·潘德（Caroline Patricia Pender，1990年－）
      - 维多利亚·罗斯·潘德（Victoria Rose Pender，1993年－）

    - 罗宾·伊丽莎白·劳福德（Robin Elizabeth Lawford，1961年－）

  - 罗伯特·弗朗西斯·肯尼迪（Robert Francis Kennedy，1925年－1968年）与埃瑟尔·斯考克尔（Ethel Skakel，1928年－2024年）结婚
    - 凯瑟琳·哈廷顿·肯尼迪（Kathleen Hartington Kennedy，1951年－）与大卫·李·汤森德（David Lee Townsend，1947年－）结婚
      - 米格纳·安·肯尼迪·汤森德（Meaghan Ann Kennedy Townsend，1977年－）
      - 梅芙·费伊·肯尼迪·汤森德（英语：Maeve Kennedy McKean）（Maeve Fahey Kennedy Townsend，1979年－2020年）
      - 罗斯·凯瑟琳·肯尼迪·汤森德（Rose Katherine Kennedy Townsend，1983年－）
      - 克里·索菲亚·肯尼迪·汤森德（Kerry Sophia Kennedy Townsend，1991年－）

    - 约瑟夫·帕特里克·肯尼迪二世（英语：Joseph P. Kennedy II）（Joseph Patrick Kennedy II，1952年－）与希拉·布儒斯特·勞奇（Sheila Brewster Rauch，1949年－）1979年至1991年结婚
      - 马修·劳奇·肯尼迪（Matthew Rauch Kennedy，1980年－）
      - 约瑟夫·帕特里克·肯尼迪三世（Joseph Patrick Kennedy III，1980年－）与勞倫·伯奇菲爾德（Lauren Birchfield，1984年－）结婚

后约瑟夫·帕特里克·肯尼迪二世与伊丽莎白·科利·肯尼迪（Elizabeth Kelley Kennedy，1957年－）1993年结婚
    - 小罗伯特·弗朗西斯·肯尼迪（Robert Francis Kennedy, Jr.，1954年－）与艾米莉·拉瑟·布莱克（Emily Ruth Black，1957年－）1982年至1994年结婚
      - 罗伯特·弗朗西斯·肯尼迪三世（Robert Francis Kennedy III，1984年－）
      - 凯瑟琳·亚里克斯德拉·肯尼迪（Kathleen Alexandra Kennedy，1988年－）

后小罗伯特与玛丽·理查森（英语：Mary Richardson Kennedy）（Mary Richardson，1959年－2012年）1994年至2012年结婚
      - 康纳·理查德森·肯尼迪（Conor Richardson Kennedy，1994年－）
      - 凯拉·莱莫恩·肯尼迪（Kyra LeMoyne Kennedy，1995年－）
      - 威廉·芬巴·肯尼迪（William Finbar Kennedy，1997年－）
      - 艾丹·考赫曼·维奎斯·肯尼迪（Aidan Caohman Vieques Kennedy，2001年－）

后小罗伯特与谢里尔·海恩斯（Cheryl Hines，1965年－）2014年结婚
    - 大卫·安东尼·肯尼迪（David Anthony Kennedy，1955年－1984年）
    - 玛莉·康特尼·肯尼迪（Mary Courtney Kennedy，1956年－）与杰佛里·罗伯特·鲁赫（Jeffrey Robert Ruhe，1952年－）1980年至1990年结婚，后与保罗·米切尔·希尔（Paul Michael Hill，1955年－）1993年至2006年结婚
      - 西爾莎·蘿欣·希尔（Saoirse Roisin Hill，1997年－2019年）[2]

    - 迈克尔·莱芒宁·肯尼迪（Michael LeMoyne Kennedy，1958年－1997年）与维多利亚·丹尼斯·基福特（Victoria Denise Gifford，1957年－）结婚
      - 小迈克尔·莱芒宁·肯尼迪（Michael LeMoyne Kennedy,Jr.，1983年－）
      - 基勒·弗朗西斯·肯尼迪（Kyle Francis Kennedy，1984年－）
      - 罗莉·基福特·肯尼迪（Rory Gifford Kennedy，1987年－）

    - 玛莉·克里·肯尼迪（Mary Kerry Kennedy，1958年－）与马里奥·科莫的长子安德鲁·马克·科莫（Andrew Mark Cuomo，1957年－）1990年至2005年结婚
      - 玛莉·马蒂尔达·肯尼迪·科莫（Mariah Matilda Kennedy Cuomo，1995年－）
      - 卡拉·艾瑟尔·肯尼迪·科莫（Cara Ethel Kennedy Cuomo，1995年－）
      - 米切尔拉·安德丽·科莫（Michaela Andrea Cuomo，1997年－）

    - 克里斯托弗·乔治·肯尼迪（Christopher George Kennedy，1963年－）与雪莉·辛克莱·伯尔尼（Sheila Sinclair Berner，1962年－）结婚
      - 凯瑟琳·伯尔尼·肯尼迪（Katherine Berner Kennedy，1990年－）
      - 小克里斯托弗·乔治·肯尼迪（Christopher George Kennedy,Jr.，1992年－）
      - 萨拉·路易斯·肯尼迪（Sarah Louise Kennedy，1994年－）
      - 克莱尔·罗斯·肯尼迪（Clare Rose Kennedy，1998年－）

    - 马修·马克斯维尔·泰勒·肯尼迪（Matthew Maxwell Taylor Kennedy，1965年－）与维多利亚·安尼·施特劳斯（Victoria Anne Strauss，1964年－）
      - 小马修·马克斯维尔·泰勒·肯尼迪（Matthew Maxwell Taylor Kennedy,Jr.，1993年－）
      - 卡罗琳·萨莫·罗斯·肯尼迪（Caroline Summer Rose Kennedy，1994年－）
      - 诺尔·伊萨贝拉·罗斯·肯尼迪（Noah Isabella Rose Kennedy，1998年－）

    - 道格拉斯·哈里曼·甘迺迪（Douglas Harriman Kennedy，1967年－）与莫丽·斯塔克（Molly Stark，1969年－）结婚
      - 里雷·伊莉莎白·肯尼迪（Riley Elizabeth Kennedy，1999年－）
      - 玛丽·麦考利·肯尼迪（Mary McCauley Kennedy，2001年－）
      - 罗文·弗朗西斯·肯尼迪（Rowen Francis Kennedy，2004年－）

    - 罗尔·伊莉莎白·肯尼迪（Rory Elizabeth Kennedy，1968年－）与馬克·丹尼爾·貝利（英语：Mark Bailey (writer)）（Mark Bailey，1968年或1969年－）结婚
      - 乔治亚·伊莉莎白·肯尼迪－贝尔利（Georgia Elizabeth Kennedy－Bailey，2002年－）
      - 布里德盖特·肯尼迪－贝尔利（Bridget Kennedy－Bailey，2004年－）

  - 珍妮·安·肯尼迪（Jean Ann Kennedy，1928年－2020年）与史蒂芬·爱德华·史密斯（Stephen Edward Smith，1927年－1990年）结婚
    - 小史蒂芬·爱德华·史密斯（Stephen Edward Smith, Jr.，1957年－）
    - 威廉·肯尼迪·史密斯（William Kennedy Smith，1960年－）
    - 阿曼达·玛丽·史密斯（Amanda Mary Smith，1967年－）与卡特·哈尔蒙·胡德（Carter Harmon Hood，1969年－）结婚
      - 斯蒂法妮·胡德（Stephanie Hood，2002年－）

    - 凯米·玛丽·史密斯（Kym Marie Smith，1972年－）与阿尔费·图克尔（Alfie Tucker，1967年－）结婚

  - 爱德华·穆尔·肯尼迪（Edward Moore Kennedy，1932年－2009年）与弗吉尼亚·简·班奈特（英语：Joan Bennett Kennedy）（Virginia Joan Bennett，1936年－）1958年至1982年结婚
    - 卡拉·肯尼迪（Kara Kennedy，1960年－2011年）与迈克尔·艾伦（Michael Allen，1958年－）结婚
      - 格蕾斯·肯尼迪·艾伦（Grace Kennedy Allen，1994年－）
      - 马科斯·格里特豪斯·艾伦（Max Greathouse Allen，1996年－）

    - 小爱德华·穆尔·肯尼迪（Edward Moore Kennedy Jr.，1961年－）与凯瑟琳·格甚曼（Katherine Gershman，1959－）结婚
      - 基莱·伊丽莎白·肯尼迪（Kiley Elizabeth Kennedy，1994年－）
      - 爱德华·穆尔·肯尼迪三世（Edward Moore Kennedy, III，1998年－）

    - 帕特里克·约瑟夫·肯尼迪（Patrick Joseph Kennedy，1967年－）

后爱德华与维多利亚·里格（英语：Victoria Reggie Kennedy）（Victoria Reggie，1954年－）1992年至2009年结婚

## 家系
|                          |                          |                          |                          |                          |                          |  |  | 小约瑟夫·帕特里克·肯尼迪 第二次世界大戰中執行任務時墜機身亡                  | 小约瑟夫·帕特里克·肯尼迪 第二次世界大戰中執行任務時墜機身亡                  | 小约瑟夫·帕特里克·肯尼迪 第二次世界大戰中執行任務時墜機身亡                  | 小约瑟夫·帕特里克·肯尼迪 第二次世界大戰中執行任務時墜機身亡                  | 小约瑟夫·帕特里克·肯尼迪 第二次世界大戰中執行任務時墜機身亡                  | 小约瑟夫·帕特里克·肯尼迪 第二次世界大戰中執行任務時墜機身亡                  |  |  | 阿拉贝拉·肯尼迪 死嬰                          | 阿拉贝拉·肯尼迪 死嬰                          | 阿拉贝拉·肯尼迪 死嬰                          | 阿拉贝拉·肯尼迪 死嬰                          | 阿拉贝拉·肯尼迪 死嬰                          | 阿拉贝拉·肯尼迪 死嬰                          |  |  | 小约翰·菲茨杰拉德·肯尼迪 飛機墜毀，與妻子雙雙罹難，終年38歲 | 小约翰·菲茨杰拉德·肯尼迪 飛機墜毀，與妻子雙雙罹難，終年38歲 | 小约翰·菲茨杰拉德·肯尼迪 飛機墜毀，與妻子雙雙罹難，終年38歲 | 小约翰·菲茨杰拉德·肯尼迪 飛機墜毀，與妻子雙雙罹難，終年38歲 | 小约翰·菲茨杰拉德·肯尼迪 飛機墜毀，與妻子雙雙罹難，終年38歲 | 小约翰·菲茨杰拉德·肯尼迪 飛機墜毀，與妻子雙雙罹難，終年38歲 |  |  |  |  |
|                          |                          |                          |                          |                          |                          |  |  | 小约瑟夫·帕特里克·肯尼迪 第二次世界大戰中執行任務時墜機身亡                  | 小约瑟夫·帕特里克·肯尼迪 第二次世界大戰中執行任務時墜機身亡                  | 小约瑟夫·帕特里克·肯尼迪 第二次世界大戰中執行任務時墜機身亡                  | 小约瑟夫·帕特里克·肯尼迪 第二次世界大戰中執行任務時墜機身亡                  | 小约瑟夫·帕特里克·肯尼迪 第二次世界大戰中執行任務時墜機身亡                  | 小约瑟夫·帕特里克·肯尼迪 第二次世界大戰中執行任務時墜機身亡                  |  |  | 阿拉贝拉·肯尼迪 死嬰                          | 阿拉贝拉·肯尼迪 死嬰                          | 阿拉贝拉·肯尼迪 死嬰                          | 阿拉贝拉·肯尼迪 死嬰                          | 阿拉贝拉·肯尼迪 死嬰                          | 阿拉贝拉·肯尼迪 死嬰                          |  |  | 小约翰·菲茨杰拉德·肯尼迪 飛機墜毀，與妻子雙雙罹難，終年38歲 | 小约翰·菲茨杰拉德·肯尼迪 飛機墜毀，與妻子雙雙罹難，終年38歲 | 小约翰·菲茨杰拉德·肯尼迪 飛機墜毀，與妻子雙雙罹難，終年38歲 | 小约翰·菲茨杰拉德·肯尼迪 飛機墜毀，與妻子雙雙罹難，終年38歲 | 小约翰·菲茨杰拉德·肯尼迪 飛機墜毀，與妻子雙雙罹難，終年38歲 | 小约翰·菲茨杰拉德·肯尼迪 飛機墜毀，與妻子雙雙罹難，終年38歲 |  |  |  |  |
|                          |                          |                          |                          |                          |                          |  |  |                                                                              |                                                                              |                                                                              |                                                                              |                                                                              |                                                                              |  |  |                                               |                                               |                                               |                                               |                                               |                                               |  |  |                                                             |                                                             |                                                             |                                                             |                                                             |                                                             |  |  |  |  |
|                          |                          |                          |                          |                          |                          |  |  |                                                                              |                                                                              |                                                                              |                                                                              |                                                                              |                                                                              |  |  |                                               |                                               |                                               |                                               |                                               |                                               |  |  |                                                             |                                                             |                                                             |                                                             |                                                             |                                                             |  |  |  |  |
|                          |                          |                          |                          |                          |                          |  |  | 约翰·菲茨杰拉德·肯尼迪 前總統，身中兩槍死亡，終年46歲                        | 约翰·菲茨杰拉德·肯尼迪 前總統，身中兩槍死亡，終年46歲                        | 约翰·菲茨杰拉德·肯尼迪 前總統，身中兩槍死亡，終年46歲                        | 约翰·菲茨杰拉德·肯尼迪 前總統，身中兩槍死亡，終年46歲                        | 约翰·菲茨杰拉德·肯尼迪 前總統，身中兩槍死亡，終年46歲                        | 约翰·菲茨杰拉德·肯尼迪 前總統，身中兩槍死亡，終年46歲                        |  |  | 卡罗琳·布维尔·肯尼迪                          | 卡罗琳·布维尔·肯尼迪                          | 卡罗琳·布维尔·肯尼迪                          | 卡罗琳·布维尔·肯尼迪                          | 卡罗琳·布维尔·肯尼迪                          | 卡罗琳·布维尔·肯尼迪                          |  |  | 帕特里克·布维尔·肯尼迪                                      | 帕特里克·布维尔·肯尼迪                                      | 帕特里克·布维尔·肯尼迪                                      | 帕特里克·布维尔·肯尼迪                                      | 帕特里克·布维尔·肯尼迪                                      | 帕特里克·布维尔·肯尼迪                                      |  |  |  |  |
|                          |                          |                          |                          |                          |                          |  |  | 约翰·菲茨杰拉德·肯尼迪 前總統，身中兩槍死亡，終年46歲                        | 约翰·菲茨杰拉德·肯尼迪 前總統，身中兩槍死亡，終年46歲                        | 约翰·菲茨杰拉德·肯尼迪 前總統，身中兩槍死亡，終年46歲                        | 约翰·菲茨杰拉德·肯尼迪 前總統，身中兩槍死亡，終年46歲                        | 约翰·菲茨杰拉德·肯尼迪 前總統，身中兩槍死亡，終年46歲                        | 约翰·菲茨杰拉德·肯尼迪 前總統，身中兩槍死亡，終年46歲                        |  |  | 卡罗琳·布维尔·肯尼迪                          | 卡罗琳·布维尔·肯尼迪                          | 卡罗琳·布维尔·肯尼迪                          | 卡罗琳·布维尔·肯尼迪                          | 卡罗琳·布维尔·肯尼迪                          | 卡罗琳·布维尔·肯尼迪                          |  |  | 帕特里克·布维尔·肯尼迪                                      | 帕特里克·布维尔·肯尼迪                                      | 帕特里克·布维尔·肯尼迪                                      | 帕特里克·布维尔·肯尼迪                                      | 帕特里克·布维尔·肯尼迪                                      | 帕特里克·布维尔·肯尼迪                                      |  |  |  |  |
|                          |                          |                          |                          |                          |                          |  |  |                                                                              |                                                                              |                                                                              |                                                                              |                                                                              |                                                                              |  |  |                                               |                                               |                                               |                                               |                                               |                                               |  |  |                                                             |                                                             |                                                             |                                                             |                                                             |                                                             |  |  |  |  |
|                          |                          |                          |                          |                          |                          |  |  |                                                                              |                                                                              |                                                                              |                                                                              |                                                                              |                                                                              |  |  |                                               |                                               |                                               |                                               |                                               |                                               |  |  |                                                             |                                                             |                                                             |                                                             |                                                             |                                                             |  |  |  |  |
|                          |                          |                          |                          |                          |                          |  |  | 杰奎琳·李·布维尔                                                             | 杰奎琳·李·布维尔                                                             | 杰奎琳·李·布维尔                                                             | 杰奎琳·李·布维尔                                                             | 杰奎琳·李·布维尔                                                             | 杰奎琳·李·布维尔                                                             |  |  | 罗伯特·萨金特·施赖弗三世                      | 罗伯特·萨金特·施赖弗三世                      | 罗伯特·萨金特·施赖弗三世                      | 罗伯特·萨金特·施赖弗三世                      | 罗伯特·萨金特·施赖弗三世                      | 罗伯特·萨金特·施赖弗三世                      |  |  | 马克·肯尼迪·施赖弗                                          | 马克·肯尼迪·施赖弗                                          | 马克·肯尼迪·施赖弗                                          | 马克·肯尼迪·施赖弗                                          | 马克·肯尼迪·施赖弗                                          | 马克·肯尼迪·施赖弗                                          |  |  |  |  |
|                          |                          |                          |                          |                          |                          |  |  | 杰奎琳·李·布维尔                                                             | 杰奎琳·李·布维尔                                                             | 杰奎琳·李·布维尔                                                             | 杰奎琳·李·布维尔                                                             | 杰奎琳·李·布维尔                                                             | 杰奎琳·李·布维尔                                                             |  |  | 罗伯特·萨金特·施赖弗三世                      | 罗伯特·萨金特·施赖弗三世                      | 罗伯特·萨金特·施赖弗三世                      | 罗伯特·萨金特·施赖弗三世                      | 罗伯特·萨金特·施赖弗三世                      | 罗伯特·萨金特·施赖弗三世                      |  |  | 马克·肯尼迪·施赖弗                                          | 马克·肯尼迪·施赖弗                                          | 马克·肯尼迪·施赖弗                                          | 马克·肯尼迪·施赖弗                                          | 马克·肯尼迪·施赖弗                                          | 马克·肯尼迪·施赖弗                                          |  |  |  |  |
|                          |                          |                          |                          |                          |                          |  |  |                                                                              |                                                                              |                                                                              |                                                                              |                                                                              |                                                                              |  |  |                                               |                                               |                                               |                                               |                                               |                                               |  |  |                                                             |                                                             |                                                             |                                                             |                                                             |                                                             |  |  |  |  |
|                          |                          |                          |                          |                          |                          |  |  |                                                                              |                                                                              |                                                                              |                                                                              |                                                                              |                                                                              |  |  |                                               |                                               |                                               |                                               |                                               |                                               |  |  |                                                             |                                                             |                                                             |                                                             |                                                             |                                                             |  |  |  |  |
|                          |                          |                          |                          |                          |                          |  |  | 罗斯玛丽·肯尼迪                                                              | 罗斯玛丽·肯尼迪                                                              | 罗斯玛丽·肯尼迪                                                              | 罗斯玛丽·肯尼迪                                                              | 罗斯玛丽·肯尼迪                                                              | 罗斯玛丽·肯尼迪                                                              |  |  | 玛丽亚·奥因斯·施赖弗                          | 玛丽亚·奥因斯·施赖弗                          | 玛丽亚·奥因斯·施赖弗                          | 玛丽亚·奥因斯·施赖弗                          | 玛丽亚·奥因斯·施赖弗                          | 玛丽亚·奥因斯·施赖弗                          |  |  | 安东尼·保罗·肯尼迪·施赖弗                                   | 安东尼·保罗·肯尼迪·施赖弗                                   | 安东尼·保罗·肯尼迪·施赖弗                                   | 安东尼·保罗·肯尼迪·施赖弗                                   | 安东尼·保罗·肯尼迪·施赖弗                                   | 安东尼·保罗·肯尼迪·施赖弗                                   |  |  |  |  |
|                          |                          |                          |                          |                          |                          |  |  | 罗斯玛丽·肯尼迪                                                              | 罗斯玛丽·肯尼迪                                                              | 罗斯玛丽·肯尼迪                                                              | 罗斯玛丽·肯尼迪                                                              | 罗斯玛丽·肯尼迪                                                              | 罗斯玛丽·肯尼迪                                                              |  |  | 玛丽亚·奥因斯·施赖弗                          | 玛丽亚·奥因斯·施赖弗                          | 玛丽亚·奥因斯·施赖弗                          | 玛丽亚·奥因斯·施赖弗                          | 玛丽亚·奥因斯·施赖弗                          | 玛丽亚·奥因斯·施赖弗                          |  |  | 安东尼·保罗·肯尼迪·施赖弗                                   | 安东尼·保罗·肯尼迪·施赖弗                                   | 安东尼·保罗·肯尼迪·施赖弗                                   | 安东尼·保罗·肯尼迪·施赖弗                                   | 安东尼·保罗·肯尼迪·施赖弗                                   | 安东尼·保罗·肯尼迪·施赖弗                                   |  |  |  |  |
|                          |                          |                          |                          |                          |                          |  |  |                                                                              |                                                                              |                                                                              |                                                                              |                                                                              |                                                                              |  |  |                                               |                                               |                                               |                                               |                                               |                                               |  |  |                                                             |                                                             |                                                             |                                                             |                                                             |                                                             |  |  |  |  |
|                          |                          |                          |                          |                          |                          |  |  | 凯瑟琳·阿格尼丝·肯尼迪                                                       | 凯瑟琳·阿格尼丝·肯尼迪                                                       | 凯瑟琳·阿格尼丝·肯尼迪                                                       | 凯瑟琳·阿格尼丝·肯尼迪                                                       | 凯瑟琳·阿格尼丝·肯尼迪                                                       | 凯瑟琳·阿格尼丝·肯尼迪                                                       |  |  | 蒂莫西·佩里·施赖弗                            | 蒂莫西·佩里·施赖弗                            | 蒂莫西·佩里·施赖弗                            | 蒂莫西·佩里·施赖弗                            | 蒂莫西·佩里·施赖弗                            | 蒂莫西·佩里·施赖弗                            |  |  |                                                             |                                                             |                                                             |                                                             |                                                             |                                                             |  |  |  |  |
|                          |                          |                          |                          |                          |                          |  |  | 凯瑟琳·阿格尼丝·肯尼迪                                                       | 凯瑟琳·阿格尼丝·肯尼迪                                                       | 凯瑟琳·阿格尼丝·肯尼迪                                                       | 凯瑟琳·阿格尼丝·肯尼迪                                                       | 凯瑟琳·阿格尼丝·肯尼迪                                                       | 凯瑟琳·阿格尼丝·肯尼迪                                                       |  |  | 蒂莫西·佩里·施赖弗                            | 蒂莫西·佩里·施赖弗                            | 蒂莫西·佩里·施赖弗                            | 蒂莫西·佩里·施赖弗                            | 蒂莫西·佩里·施赖弗                            | 蒂莫西·佩里·施赖弗                            |  |  |                                                             |                                                             |                                                             |                                                             |                                                             |                                                             |  |  |  |  |
|                          |                          |                          |                          |                          |                          |  |  |                                                                              |                                                                              |                                                                              |                                                                              |                                                                              |                                                                              |  |  |                                               |                                               |                                               |                                               |                                               |                                               |  |  |                                                             |                                                             |                                                             |                                                             |                                                             |                                                             |  |  |  |  |
|                          |                          |                          |                          |                          |                          |  |  | 哈廷頓侯爵，威廉·约翰·罗伯特·卡文迪许 于第二次世界大战中被枪击身亡           | 哈廷頓侯爵，威廉·约翰·罗伯特·卡文迪许 于第二次世界大战中被枪击身亡           | 哈廷頓侯爵，威廉·约翰·罗伯特·卡文迪许 于第二次世界大战中被枪击身亡           | 哈廷頓侯爵，威廉·约翰·罗伯特·卡文迪许 于第二次世界大战中被枪击身亡           | 哈廷頓侯爵，威廉·约翰·罗伯特·卡文迪许 于第二次世界大战中被枪击身亡           | 哈廷頓侯爵，威廉·约翰·罗伯特·卡文迪许 于第二次世界大战中被枪击身亡           |  |  | 克里斯托弗·肯尼迪·劳福德                      | 克里斯托弗·肯尼迪·劳福德                      | 克里斯托弗·肯尼迪·劳福德                      | 克里斯托弗·肯尼迪·劳福德                      | 克里斯托弗·肯尼迪·劳福德                      | 克里斯托弗·肯尼迪·劳福德                      |  |  | 维多利亚·弗朗西斯·劳福德                                    | 维多利亚·弗朗西斯·劳福德                                    | 维多利亚·弗朗西斯·劳福德                                    | 维多利亚·弗朗西斯·劳福德                                    | 维多利亚·弗朗西斯·劳福德                                    | 维多利亚·弗朗西斯·劳福德                                    |  |  |  |  |
|                          |                          |                          |                          |                          |                          |  |  | 哈廷頓侯爵，威廉·约翰·罗伯特·卡文迪许 于第二次世界大战中被枪击身亡           | 哈廷頓侯爵，威廉·约翰·罗伯特·卡文迪许 于第二次世界大战中被枪击身亡           | 哈廷頓侯爵，威廉·约翰·罗伯特·卡文迪许 于第二次世界大战中被枪击身亡           | 哈廷頓侯爵，威廉·约翰·罗伯特·卡文迪许 于第二次世界大战中被枪击身亡           | 哈廷頓侯爵，威廉·约翰·罗伯特·卡文迪许 于第二次世界大战中被枪击身亡           | 哈廷頓侯爵，威廉·约翰·罗伯特·卡文迪许 于第二次世界大战中被枪击身亡           |  |  | 克里斯托弗·肯尼迪·劳福德                      | 克里斯托弗·肯尼迪·劳福德                      | 克里斯托弗·肯尼迪·劳福德                      | 克里斯托弗·肯尼迪·劳福德                      | 克里斯托弗·肯尼迪·劳福德                      | 克里斯托弗·肯尼迪·劳福德                      |  |  | 维多利亚·弗朗西斯·劳福德                                    | 维多利亚·弗朗西斯·劳福德                                    | 维多利亚·弗朗西斯·劳福德                                    | 维多利亚·弗朗西斯·劳福德                                    | 维多利亚·弗朗西斯·劳福德                                    | 维多利亚·弗朗西斯·劳福德                                    |  |  |  |  |
|                          |                          |                          |                          |                          |                          |  |  |                                                                              |                                                                              |                                                                              |                                                                              |                                                                              |                                                                              |  |  |                                               |                                               |                                               |                                               |                                               |                                               |  |  |                                                             |                                                             |                                                             |                                                             |                                                             |                                                             |  |  |  |  |
|                          |                          |                          |                          |                          |                          |  |  |                                                                              |                                                                              |                                                                              |                                                                              |                                                                              |                                                                              |  |  |                                               |                                               |                                               |                                               |                                               |                                               |  |  |                                                             |                                                             |                                                             |                                                             |                                                             |                                                             |  |  |  |  |
|                          |                          |                          |                          |                          |                          |  |  | 尤妮斯·玛丽·肯尼迪                                                           | 尤妮斯·玛丽·肯尼迪                                                           | 尤妮斯·玛丽·肯尼迪                                                           | 尤妮斯·玛丽·肯尼迪                                                           | 尤妮斯·玛丽·肯尼迪                                                           | 尤妮斯·玛丽·肯尼迪                                                           |  |  | 悉尼·马雷阿·肯尼迪·劳福德                     | 悉尼·马雷阿·肯尼迪·劳福德                     | 悉尼·马雷阿·肯尼迪·劳福德                     | 悉尼·马雷阿·肯尼迪·劳福德                     | 悉尼·马雷阿·肯尼迪·劳福德                     | 悉尼·马雷阿·肯尼迪·劳福德                     |  |  | 罗宾·伊丽莎白·劳福德                                        | 罗宾·伊丽莎白·劳福德                                        | 罗宾·伊丽莎白·劳福德                                        | 罗宾·伊丽莎白·劳福德                                        | 罗宾·伊丽莎白·劳福德                                        | 罗宾·伊丽莎白·劳福德                                        |  |  |  |  |
|                          |                          |                          |                          |                          |                          |  |  | 尤妮斯·玛丽·肯尼迪                                                           | 尤妮斯·玛丽·肯尼迪                                                           | 尤妮斯·玛丽·肯尼迪                                                           | 尤妮斯·玛丽·肯尼迪                                                           | 尤妮斯·玛丽·肯尼迪                                                           | 尤妮斯·玛丽·肯尼迪                                                           |  |  | 悉尼·马雷阿·肯尼迪·劳福德                     | 悉尼·马雷阿·肯尼迪·劳福德                     | 悉尼·马雷阿·肯尼迪·劳福德                     | 悉尼·马雷阿·肯尼迪·劳福德                     | 悉尼·马雷阿·肯尼迪·劳福德                     | 悉尼·马雷阿·肯尼迪·劳福德                     |  |  | 罗宾·伊丽莎白·劳福德                                        | 罗宾·伊丽莎白·劳福德                                        | 罗宾·伊丽莎白·劳福德                                        | 罗宾·伊丽莎白·劳福德                                        | 罗宾·伊丽莎白·劳福德                                        | 罗宾·伊丽莎白·劳福德                                        |  |  |  |  |
|                          |                          |                          |                          |                          |                          |  |  |                                                                              |                                                                              |                                                                              |                                                                              |                                                                              |                                                                              |  |  |                                               |                                               |                                               |                                               |                                               |                                               |  |  |                                                             |                                                             |                                                             |                                                             |                                                             |                                                             |  |  |  |  |
|                          |                          |                          |                          |                          |                          |  |  |                                                                              |                                                                              |                                                                              |                                                                              |                                                                              |                                                                              |  |  |                                               |                                               |                                               |                                               |                                               |                                               |  |  |                                                             |                                                             |                                                             |                                                             |                                                             |                                                             |  |  |  |  |
| 老约瑟夫·帕特里克·肯尼迪 | 老约瑟夫·帕特里克·肯尼迪 | 老约瑟夫·帕特里克·肯尼迪 | 老约瑟夫·帕特里克·肯尼迪 | 老约瑟夫·帕特里克·肯尼迪 | 老约瑟夫·帕特里克·肯尼迪 |  |  | 小罗伯特·萨金特·施赖弗                                                       | 小罗伯特·萨金特·施赖弗                                                       | 小罗伯特·萨金特·施赖弗                                                       | 小罗伯特·萨金特·施赖弗                                                       | 小罗伯特·萨金特·施赖弗                                                       | 小罗伯特·萨金特·施赖弗                                                       |  |  | 凯瑟琳·哈廷顿·肯尼迪                          | 凯瑟琳·哈廷顿·肯尼迪                          | 凯瑟琳·哈廷顿·肯尼迪                          | 凯瑟琳·哈廷顿·肯尼迪                          | 凯瑟琳·哈廷顿·肯尼迪                          | 凯瑟琳·哈廷顿·肯尼迪                          |  |  | 玛莉·克里·肯尼迪                                            | 玛莉·克里·肯尼迪                                            | 玛莉·克里·肯尼迪                                            | 玛莉·克里·肯尼迪                                            | 玛莉·克里·肯尼迪                                            | 玛莉·克里·肯尼迪                                            |  |  |  |  |
| 老约瑟夫·帕特里克·肯尼迪 | 老约瑟夫·帕特里克·肯尼迪 | 老约瑟夫·帕特里克·肯尼迪 | 老约瑟夫·帕特里克·肯尼迪 | 老约瑟夫·帕特里克·肯尼迪 | 老约瑟夫·帕特里克·肯尼迪 |  |  | 小罗伯特·萨金特·施赖弗                                                       | 小罗伯特·萨金特·施赖弗                                                       | 小罗伯特·萨金特·施赖弗                                                       | 小罗伯特·萨金特·施赖弗                                                       | 小罗伯特·萨金特·施赖弗                                                       | 小罗伯特·萨金特·施赖弗                                                       |  |  | 凯瑟琳·哈廷顿·肯尼迪                          | 凯瑟琳·哈廷顿·肯尼迪                          | 凯瑟琳·哈廷顿·肯尼迪                          | 凯瑟琳·哈廷顿·肯尼迪                          | 凯瑟琳·哈廷顿·肯尼迪                          | 凯瑟琳·哈廷顿·肯尼迪                          |  |  | 玛莉·克里·肯尼迪                                            | 玛莉·克里·肯尼迪                                            | 玛莉·克里·肯尼迪                                            | 玛莉·克里·肯尼迪                                            | 玛莉·克里·肯尼迪                                            | 玛莉·克里·肯尼迪                                            |  |  |  |  |
|                          |                          |                          |                          |                          |                          |  |  |                                                                              |                                                                              |                                                                              |                                                                              |                                                                              |                                                                              |  |  |                                               |                                               |                                               |                                               |                                               |                                               |  |  |                                                             |                                                             |                                                             |                                                             |                                                             |                                                             |  |  |  |  |
|                          |                          |                          |                          |                          |                          |  |  |                                                                              |                                                                              |                                                                              |                                                                              |                                                                              |                                                                              |  |  |                                               |                                               |                                               |                                               |                                               |                                               |  |  |                                                             |                                                             |                                                             |                                                             |                                                             |                                                             |  |  |  |  |
| 罗丝·菲茨傑拉德·肯尼迪   | 罗丝·菲茨傑拉德·肯尼迪   | 罗丝·菲茨傑拉德·肯尼迪   | 罗丝·菲茨傑拉德·肯尼迪   | 罗丝·菲茨傑拉德·肯尼迪   | 罗丝·菲茨傑拉德·肯尼迪   |  |  | 帕特·肯尼迪                                                                  | 帕特·肯尼迪                                                                  | 帕特·肯尼迪                                                                  | 帕特·肯尼迪                                                                  | 帕特·肯尼迪                                                                  | 帕特·肯尼迪                                                                  |  |  | 约瑟夫·帕特里克·肯尼迪二世                    | 约瑟夫·帕特里克·肯尼迪二世                    | 约瑟夫·帕特里克·肯尼迪二世                    | 约瑟夫·帕特里克·肯尼迪二世                    | 约瑟夫·帕特里克·肯尼迪二世                    | 约瑟夫·帕特里克·肯尼迪二世                    |  |  | 克里斯托弗·乔治·肯尼迪                                      | 克里斯托弗·乔治·肯尼迪                                      | 克里斯托弗·乔治·肯尼迪                                      | 克里斯托弗·乔治·肯尼迪                                      | 克里斯托弗·乔治·肯尼迪                                      | 克里斯托弗·乔治·肯尼迪                                      |  |  |  |  |
| 罗丝·菲茨傑拉德·肯尼迪   | 罗丝·菲茨傑拉德·肯尼迪   | 罗丝·菲茨傑拉德·肯尼迪   | 罗丝·菲茨傑拉德·肯尼迪   | 罗丝·菲茨傑拉德·肯尼迪   | 罗丝·菲茨傑拉德·肯尼迪   |  |  | 帕特·肯尼迪                                                                  | 帕特·肯尼迪                                                                  | 帕特·肯尼迪                                                                  | 帕特·肯尼迪                                                                  | 帕特·肯尼迪                                                                  | 帕特·肯尼迪                                                                  |  |  | 约瑟夫·帕特里克·肯尼迪二世                    | 约瑟夫·帕特里克·肯尼迪二世                    | 约瑟夫·帕特里克·肯尼迪二世                    | 约瑟夫·帕特里克·肯尼迪二世                    | 约瑟夫·帕特里克·肯尼迪二世                    | 约瑟夫·帕特里克·肯尼迪二世                    |  |  | 克里斯托弗·乔治·肯尼迪                                      | 克里斯托弗·乔治·肯尼迪                                      | 克里斯托弗·乔治·肯尼迪                                      | 克里斯托弗·乔治·肯尼迪                                      | 克里斯托弗·乔治·肯尼迪                                      | 克里斯托弗·乔治·肯尼迪                                      |  |  |  |  |
|                          |                          |                          |                          |                          |                          |  |  |                                                                              |                                                                              |                                                                              |                                                                              |                                                                              |                                                                              |  |  |                                               |                                               |                                               |                                               |                                               |                                               |  |  |                                                             |                                                             |                                                             |                                                             |                                                             |                                                             |  |  |  |  |
|                          |                          |                          |                          |                          |                          |  |  |                                                                              |                                                                              |                                                                              |                                                                              |                                                                              |                                                                              |  |  |                                               |                                               |                                               |                                               |                                               |                                               |  |  |                                                             |                                                             |                                                             |                                                             |                                                             |                                                             |  |  |  |  |
|                          |                          |                          |                          |                          |                          |  |  | 彼得·勞福德                                                                  | 彼得·勞福德                                                                  | 彼得·勞福德                                                                  | 彼得·勞福德                                                                  | 彼得·勞福德                                                                  | 彼得·勞福德                                                                  |  |  | 小罗伯特·弗朗西斯·肯尼迪                      | 小罗伯特·弗朗西斯·肯尼迪                      | 小罗伯特·弗朗西斯·肯尼迪                      | 小罗伯特·弗朗西斯·肯尼迪                      | 小罗伯特·弗朗西斯·肯尼迪                      | 小罗伯特·弗朗西斯·肯尼迪                      |  |  | 马修·马克斯维尔·泰勒·肯尼迪                                 | 马修·马克斯维尔·泰勒·肯尼迪                                 | 马修·马克斯维尔·泰勒·肯尼迪                                 | 马修·马克斯维尔·泰勒·肯尼迪                                 | 马修·马克斯维尔·泰勒·肯尼迪                                 | 马修·马克斯维尔·泰勒·肯尼迪                                 |  |  |  |  |
|                          |                          |                          |                          |                          |                          |  |  | 彼得·勞福德                                                                  | 彼得·勞福德                                                                  | 彼得·勞福德                                                                  | 彼得·勞福德                                                                  | 彼得·勞福德                                                                  | 彼得·勞福德                                                                  |  |  | 小罗伯特·弗朗西斯·肯尼迪                      | 小罗伯特·弗朗西斯·肯尼迪                      | 小罗伯特·弗朗西斯·肯尼迪                      | 小罗伯特·弗朗西斯·肯尼迪                      | 小罗伯特·弗朗西斯·肯尼迪                      | 小罗伯特·弗朗西斯·肯尼迪                      |  |  | 马修·马克斯维尔·泰勒·肯尼迪                                 | 马修·马克斯维尔·泰勒·肯尼迪                                 | 马修·马克斯维尔·泰勒·肯尼迪                                 | 马修·马克斯维尔·泰勒·肯尼迪                                 | 马修·马克斯维尔·泰勒·肯尼迪                                 | 马修·马克斯维尔·泰勒·肯尼迪                                 |  |  |  |  |
|                          |                          |                          |                          |                          |                          |  |  |                                                                              |                                                                              |                                                                              |                                                                              |                                                                              |                                                                              |  |  |                                               |                                               |                                               |                                               |                                               |                                               |  |  |                                                             |                                                             |                                                             |                                                             |                                                             |                                                             |  |  |  |  |
|                          |                          |                          |                          |                          |                          |  |  |                                                                              |                                                                              |                                                                              |                                                                              |                                                                              |                                                                              |  |  |                                               |                                               |                                               |                                               |                                               |                                               |  |  |                                                             |                                                             |                                                             |                                                             |                                                             |                                                             |  |  |  |  |
|                          |                          |                          |                          |                          |                          |  |  | 罗伯特·弗朗西斯·肯尼迪 競選總統期間遇刺身亡，終年42歲                        | 罗伯特·弗朗西斯·肯尼迪 競選總統期間遇刺身亡，終年42歲                        | 罗伯特·弗朗西斯·肯尼迪 競選總統期間遇刺身亡，終年42歲                        | 罗伯特·弗朗西斯·肯尼迪 競選總統期間遇刺身亡，終年42歲                        | 罗伯特·弗朗西斯·肯尼迪 競選總統期間遇刺身亡，終年42歲                        | 罗伯特·弗朗西斯·肯尼迪 競選總統期間遇刺身亡，終年42歲                        |  |  | 大卫·安东尼·肯尼迪 吸可卡因過量身亡，終年28歲 | 大卫·安东尼·肯尼迪 吸可卡因過量身亡，終年28歲 | 大卫·安东尼·肯尼迪 吸可卡因過量身亡，終年28歲 | 大卫·安东尼·肯尼迪 吸可卡因過量身亡，終年28歲 | 大卫·安东尼·肯尼迪 吸可卡因過量身亡，終年28歲 | 大卫·安东尼·肯尼迪 吸可卡因過量身亡，終年28歲 |  |  | 道格拉斯·哈里曼·甘迺迪                                      | 道格拉斯·哈里曼·甘迺迪                                      | 道格拉斯·哈里曼·甘迺迪                                      | 道格拉斯·哈里曼·甘迺迪                                      | 道格拉斯·哈里曼·甘迺迪                                      | 道格拉斯·哈里曼·甘迺迪                                      |  |  |  |  |
|                          |                          |                          |                          |                          |                          |  |  | 罗伯特·弗朗西斯·肯尼迪 競選總統期間遇刺身亡，終年42歲                        | 罗伯特·弗朗西斯·肯尼迪 競選總統期間遇刺身亡，終年42歲                        | 罗伯特·弗朗西斯·肯尼迪 競選總統期間遇刺身亡，終年42歲                        | 罗伯特·弗朗西斯·肯尼迪 競選總統期間遇刺身亡，終年42歲                        | 罗伯特·弗朗西斯·肯尼迪 競選總統期間遇刺身亡，終年42歲                        | 罗伯特·弗朗西斯·肯尼迪 競選總統期間遇刺身亡，終年42歲                        |  |  | 大卫·安东尼·肯尼迪 吸可卡因過量身亡，終年28歲 | 大卫·安东尼·肯尼迪 吸可卡因過量身亡，終年28歲 | 大卫·安东尼·肯尼迪 吸可卡因過量身亡，終年28歲 | 大卫·安东尼·肯尼迪 吸可卡因過量身亡，終年28歲 | 大卫·安东尼·肯尼迪 吸可卡因過量身亡，終年28歲 | 大卫·安东尼·肯尼迪 吸可卡因過量身亡，終年28歲 |  |  | 道格拉斯·哈里曼·甘迺迪                                      | 道格拉斯·哈里曼·甘迺迪                                      | 道格拉斯·哈里曼·甘迺迪                                      | 道格拉斯·哈里曼·甘迺迪                                      | 道格拉斯·哈里曼·甘迺迪                                      | 道格拉斯·哈里曼·甘迺迪                                      |  |  |  |  |
|                          |                          |                          |                          |                          |                          |  |  |                                                                              |                                                                              |                                                                              |                                                                              |                                                                              |                                                                              |  |  |                                               |                                               |                                               |                                               |                                               |                                               |  |  |                                                             |                                                             |                                                             |                                                             |                                                             |                                                             |  |  |  |  |
|                          |                          |                          |                          |                          |                          |  |  |                                                                              |                                                                              |                                                                              |                                                                              |                                                                              |                                                                              |  |  |                                               |                                               |                                               |                                               |                                               |                                               |  |  |                                                             |                                                             |                                                             |                                                             |                                                             |                                                             |  |  |  |  |
|                          |                          |                          |                          |                          |                          |  |  | 埃瑟尔·斯考克尔                                                              | 埃瑟尔·斯考克尔                                                              | 埃瑟尔·斯考克尔                                                              | 埃瑟尔·斯考克尔                                                              | 埃瑟尔·斯考克尔                                                              | 埃瑟尔·斯考克尔                                                              |  |  | 玛莉·康特尼·肯尼迪                            | 玛莉·康特尼·肯尼迪                            | 玛莉·康特尼·肯尼迪                            | 玛莉·康特尼·肯尼迪                            | 玛莉·康特尼·肯尼迪                            | 玛莉·康特尼·肯尼迪                            |  |  | 罗尔·伊莉莎白·肯尼迪                                        | 罗尔·伊莉莎白·肯尼迪                                        | 罗尔·伊莉莎白·肯尼迪                                        | 罗尔·伊莉莎白·肯尼迪                                        | 罗尔·伊莉莎白·肯尼迪                                        | 罗尔·伊莉莎白·肯尼迪                                        |  |  |  |  |
|                          |                          |                          |                          |                          |                          |  |  | 埃瑟尔·斯考克尔                                                              | 埃瑟尔·斯考克尔                                                              | 埃瑟尔·斯考克尔                                                              | 埃瑟尔·斯考克尔                                                              | 埃瑟尔·斯考克尔                                                              | 埃瑟尔·斯考克尔                                                              |  |  | 玛莉·康特尼·肯尼迪                            | 玛莉·康特尼·肯尼迪                            | 玛莉·康特尼·肯尼迪                            | 玛莉·康特尼·肯尼迪                            | 玛莉·康特尼·肯尼迪                            | 玛莉·康特尼·肯尼迪                            |  |  | 罗尔·伊莉莎白·肯尼迪                                        | 罗尔·伊莉莎白·肯尼迪                                        | 罗尔·伊莉莎白·肯尼迪                                        | 罗尔·伊莉莎白·肯尼迪                                        | 罗尔·伊莉莎白·肯尼迪                                        | 罗尔·伊莉莎白·肯尼迪                                        |  |  |  |  |
|                          |                          |                          |                          |                          |                          |  |  |                                                                              |                                                                              |                                                                              |                                                                              |                                                                              |                                                                              |  |  |                                               |                                               |                                               |                                               |                                               |                                               |  |  |                                                             |                                                             |                                                             |                                                             |                                                             |                                                             |  |  |  |  |
|                          |                          |                          |                          |                          |                          |  |  | 珍妮·安尼·肯尼迪                                                             | 珍妮·安尼·肯尼迪                                                             | 珍妮·安尼·肯尼迪                                                             | 珍妮·安尼·肯尼迪                                                             | 珍妮·安尼·肯尼迪                                                             | 珍妮·安尼·肯尼迪                                                             |  |  | 迈克尔·莱芒宁·肯尼迪 滑雪撞樹死亡，終年39歲   | 迈克尔·莱芒宁·肯尼迪 滑雪撞樹死亡，終年39歲   | 迈克尔·莱芒宁·肯尼迪 滑雪撞樹死亡，終年39歲   | 迈克尔·莱芒宁·肯尼迪 滑雪撞樹死亡，終年39歲   | 迈克尔·莱芒宁·肯尼迪 滑雪撞樹死亡，終年39歲   | 迈克尔·莱芒宁·肯尼迪 滑雪撞樹死亡，終年39歲   |  |  |                                                             |                                                             |                                                             |                                                             |                                                             |                                                             |  |  |  |  |
|                          |                          |                          |                          |                          |                          |  |  | 珍妮·安尼·肯尼迪                                                             | 珍妮·安尼·肯尼迪                                                             | 珍妮·安尼·肯尼迪                                                             | 珍妮·安尼·肯尼迪                                                             | 珍妮·安尼·肯尼迪                                                             | 珍妮·安尼·肯尼迪                                                             |  |  | 迈克尔·莱芒宁·肯尼迪 滑雪撞樹死亡，終年39歲   | 迈克尔·莱芒宁·肯尼迪 滑雪撞樹死亡，終年39歲   | 迈克尔·莱芒宁·肯尼迪 滑雪撞樹死亡，終年39歲   | 迈克尔·莱芒宁·肯尼迪 滑雪撞樹死亡，終年39歲   | 迈克尔·莱芒宁·肯尼迪 滑雪撞樹死亡，終年39歲   | 迈克尔·莱芒宁·肯尼迪 滑雪撞樹死亡，終年39歲   |  |  |                                                             |                                                             |                                                             |                                                             |                                                             |                                                             |  |  |  |  |
|                          |                          |                          |                          |                          |                          |  |  |                                                                              |                                                                              |                                                                              |                                                                              |                                                                              |                                                                              |  |  |                                               |                                               |                                               |                                               |                                               |                                               |  |  |                                                             |                                                             |                                                             |                                                             |                                                             |                                                             |  |  |  |  |
|                          |                          |                          |                          |                          |                          |  |  |                                                                              |                                                                              |                                                                              |                                                                              |                                                                              |                                                                              |  |  |                                               |                                               |                                               |                                               |                                               |                                               |  |  |                                                             |                                                             |                                                             |                                                             |                                                             |                                                             |  |  |  |  |
|                          |                          |                          |                          |                          |                          |  |  | 史蒂芬·爱德华·史密斯                                                         | 史蒂芬·爱德华·史密斯                                                         | 史蒂芬·爱德华·史密斯                                                         | 史蒂芬·爱德华·史密斯                                                         | 史蒂芬·爱德华·史密斯                                                         | 史蒂芬·爱德华·史密斯                                                         |  |  | 小史蒂芬·爱德华·史密斯                        | 小史蒂芬·爱德华·史密斯                        | 小史蒂芬·爱德华·史密斯                        | 小史蒂芬·爱德华·史密斯                        | 小史蒂芬·爱德华·史密斯                        | 小史蒂芬·爱德华·史密斯                        |  |  | 阿曼达·玛丽·史密斯                                          | 阿曼达·玛丽·史密斯                                          | 阿曼达·玛丽·史密斯                                          | 阿曼达·玛丽·史密斯                                          | 阿曼达·玛丽·史密斯                                          | 阿曼达·玛丽·史密斯                                          |  |  |  |  |
|                          |                          |                          |                          |                          |                          |  |  | 史蒂芬·爱德华·史密斯                                                         | 史蒂芬·爱德华·史密斯                                                         | 史蒂芬·爱德华·史密斯                                                         | 史蒂芬·爱德华·史密斯                                                         | 史蒂芬·爱德华·史密斯                                                         | 史蒂芬·爱德华·史密斯                                                         |  |  | 小史蒂芬·爱德华·史密斯                        | 小史蒂芬·爱德华·史密斯                        | 小史蒂芬·爱德华·史密斯                        | 小史蒂芬·爱德华·史密斯                        | 小史蒂芬·爱德华·史密斯                        | 小史蒂芬·爱德华·史密斯                        |  |  | 阿曼达·玛丽·史密斯                                          | 阿曼达·玛丽·史密斯                                          | 阿曼达·玛丽·史密斯                                          | 阿曼达·玛丽·史密斯                                          | 阿曼达·玛丽·史密斯                                          | 阿曼达·玛丽·史密斯                                          |  |  |  |  |
|                          |                          |                          |                          |                          |                          |  |  |                                                                              |                                                                              |                                                                              |                                                                              |                                                                              |                                                                              |  |  |                                               |                                               |                                               |                                               |                                               |                                               |  |  |                                                             |                                                             |                                                             |                                                             |                                                             |                                                             |  |  |  |  |
|                          |                          |                          |                          |                          |                          |  |  |                                                                              |                                                                              |                                                                              |                                                                              |                                                                              |                                                                              |  |  |                                               |                                               |                                               |                                               |                                               |                                               |  |  |                                                             |                                                             |                                                             |                                                             |                                                             |                                                             |  |  |  |  |
|                          |                          |                          |                          |                          |                          |  |  | 爱德华·穆尔·肯尼迪 曾遇空難重傷，機師和助手身亡 曾駕車從橋上掉下，女乘客淹死 | 爱德华·穆尔·肯尼迪 曾遇空難重傷，機師和助手身亡 曾駕車從橋上掉下，女乘客淹死 | 爱德华·穆尔·肯尼迪 曾遇空難重傷，機師和助手身亡 曾駕車從橋上掉下，女乘客淹死 | 爱德华·穆尔·肯尼迪 曾遇空難重傷，機師和助手身亡 曾駕車從橋上掉下，女乘客淹死 | 爱德华·穆尔·肯尼迪 曾遇空難重傷，機師和助手身亡 曾駕車從橋上掉下，女乘客淹死 | 爱德华·穆尔·肯尼迪 曾遇空難重傷，機師和助手身亡 曾駕車從橋上掉下，女乘客淹死 |  |  | 威廉·肯尼迪·史密斯                            | 威廉·肯尼迪·史密斯                            | 威廉·肯尼迪·史密斯                            | 威廉·肯尼迪·史密斯                            | 威廉·肯尼迪·史密斯                            | 威廉·肯尼迪·史密斯                            |  |  | 凯米·玛丽·史密斯                                            | 凯米·玛丽·史密斯                                            | 凯米·玛丽·史密斯                                            | 凯米·玛丽·史密斯                                            | 凯米·玛丽·史密斯                                            | 凯米·玛丽·史密斯                                            |  |  |  |  |
|                          |                          |                          |                          |                          |                          |  |  | 爱德华·穆尔·肯尼迪 曾遇空難重傷，機師和助手身亡 曾駕車從橋上掉下，女乘客淹死 | 爱德华·穆尔·肯尼迪 曾遇空難重傷，機師和助手身亡 曾駕車從橋上掉下，女乘客淹死 | 爱德华·穆尔·肯尼迪 曾遇空難重傷，機師和助手身亡 曾駕車從橋上掉下，女乘客淹死 | 爱德华·穆尔·肯尼迪 曾遇空難重傷，機師和助手身亡 曾駕車從橋上掉下，女乘客淹死 | 爱德华·穆尔·肯尼迪 曾遇空難重傷，機師和助手身亡 曾駕車從橋上掉下，女乘客淹死 | 爱德华·穆尔·肯尼迪 曾遇空難重傷，機師和助手身亡 曾駕車從橋上掉下，女乘客淹死 |  |  | 威廉·肯尼迪·史密斯                            | 威廉·肯尼迪·史密斯                            | 威廉·肯尼迪·史密斯                            | 威廉·肯尼迪·史密斯                            | 威廉·肯尼迪·史密斯                            | 威廉·肯尼迪·史密斯                            |  |  | 凯米·玛丽·史密斯                                            | 凯米·玛丽·史密斯                                            | 凯米·玛丽·史密斯                                            | 凯米·玛丽·史密斯                                            | 凯米·玛丽·史密斯                                            | 凯米·玛丽·史密斯                                            |  |  |  |  |
|                          |                          |                          |                          |                          |                          |  |  |                                                                              |                                                                              |                                                                              |                                                                              |                                                                              |                                                                              |  |  |                                               |                                               |                                               |                                               |                                               |                                               |  |  |                                                             |                                                             |                                                             |                                                             |                                                             |                                                             |  |  |  |  |
|                          |                          |                          |                          |                          |                          |  |  |                                                                              |                                                                              |                                                                              |                                                                              |                                                                              |                                                                              |  |  |                                               |                                               |                                               |                                               |                                               |                                               |  |  |                                                             |                                                             |                                                             |                                                             |                                                             |                                                             |  |  |  |  |
|                          |                          |                          |                          |                          |                          |  |  | 弗吉尼亚·简·班奈特                                                           | 弗吉尼亚·简·班奈特                                                           | 弗吉尼亚·简·班奈特                                                           | 弗吉尼亚·简·班奈特                                                           | 弗吉尼亚·简·班奈特                                                           | 弗吉尼亚·简·班奈特                                                           |  |  | 卡拉·肯尼迪 運動後，心臟病發猝死，終年51歲    | 卡拉·肯尼迪 運動後，心臟病發猝死，終年51歲    | 卡拉·肯尼迪 運動後，心臟病發猝死，終年51歲    | 卡拉·肯尼迪 運動後，心臟病發猝死，終年51歲    | 卡拉·肯尼迪 運動後，心臟病發猝死，終年51歲    | 卡拉·肯尼迪 運動後，心臟病發猝死，終年51歲    |  |  | 帕特里克·约瑟夫·肯尼迪                                      | 帕特里克·约瑟夫·肯尼迪                                      | 帕特里克·约瑟夫·肯尼迪                                      | 帕特里克·约瑟夫·肯尼迪                                      | 帕特里克·约瑟夫·肯尼迪                                      | 帕特里克·约瑟夫·肯尼迪                                      |  |  |  |  |
|                          |                          |                          |                          |                          |                          |  |  | 弗吉尼亚·简·班奈特                                                           | 弗吉尼亚·简·班奈特                                                           | 弗吉尼亚·简·班奈特                                                           | 弗吉尼亚·简·班奈特                                                           | 弗吉尼亚·简·班奈特                                                           | 弗吉尼亚·简·班奈特                                                           |  |  | 卡拉·肯尼迪 運動後，心臟病發猝死，終年51歲    | 卡拉·肯尼迪 運動後，心臟病發猝死，終年51歲    | 卡拉·肯尼迪 運動後，心臟病發猝死，終年51歲    | 卡拉·肯尼迪 運動後，心臟病發猝死，終年51歲    | 卡拉·肯尼迪 運動後，心臟病發猝死，終年51歲    | 卡拉·肯尼迪 運動後，心臟病發猝死，終年51歲    |  |  | 帕特里克·约瑟夫·肯尼迪                                      | 帕特里克·约瑟夫·肯尼迪                                      | 帕特里克·约瑟夫·肯尼迪                                      | 帕特里克·约瑟夫·肯尼迪                                      | 帕特里克·约瑟夫·肯尼迪                                      | 帕特里克·约瑟夫·肯尼迪                                      |  |  |  |  |
|                          |                          |                          |                          |                          |                          |  |  |                                                                              |                                                                              |                                                                              |                                                                              |                                                                              |                                                                              |  |  |                                               |                                               |                                               |                                               |                                               |                                               |  |  |                                                             |                                                             |                                                             |                                                             |                                                             |                                                             |  |  |  |  |
|                          |                          |                          |                          |                          |                          |  |  |                                                                              |                                                                              |                                                                              |                                                                              |                                                                              |                                                                              |  |  |                                               |                                               |                                               |                                               |                                               |                                               |  |  |                                                             |                                                             |                                                             |                                                             |                                                             |                                                             |  |  |  |  |
|                          |                          |                          |                          |                          |                          |  |  |                                                                              |                                                                              |                                                                              |                                                                              |                                                                              |                                                                              |  |  | 小爱德华·穆尔·肯尼迪                          |                                               |                                               |                                               |                                               |                                               |  |  |                                                             |                                                             |                                                             |                                                             |                                                             |                                                             |  |  |  |  |
|                          |                          |                          |                          |                          |                          |  |  |                                                                              |                                                                              |                                                                              |                                                                              |                                                                              |                                                                              |  |  |                                               |                                               |                                               |                                               |                                               |                                               |  |  |                                                             |                                                             |                                                             |                                                             |                                                             |                                                             |  |  |  |  |